# Cola quentinii
Cola quentinii är en malvaväxtart som beskrevs av Martin Roy Cheek. Cola quentinii ingår i släktet Cola och familjen malvaväxter. Inga underarter finns listade i Catalogue of Life.